# Keritot (Talmud)
Keritot (en hebreo: כריתות) es el séptimo tratado del orden de Kodashim, de la Mishná y el Talmud babilónico. El tratado tiene seis capítulos y trata sobre las transgresiones para las cuales el castigo es el karet.
El tratado trata sobre las transgresiones por las cuales los pecadores son castigados con ser separados de la comunidad del pueblo judío, si su pecado es cometido deliberadamente. Keritot trata sobre el tipo de sacrificio que debe ser ofrecido para la expiación de ese pecado, si la transgresión fue cometida por error. 
Hay varios ejemplos de pecados relacionados con el karet que incluyen: romper el ayuno en el día de Yom Kipur, los pecados sexuales y la impureza ritual. Según el judaísmo, el hombre judío que no desea unirse al pacto de Abraham, Isaac y Jacob, y que por tanto se niega a ser circuncidado como una señal del pacto hecho por Elohim con Abraham y sus descendientes, debe ser separado del pueblo judío.